# Café del Mar

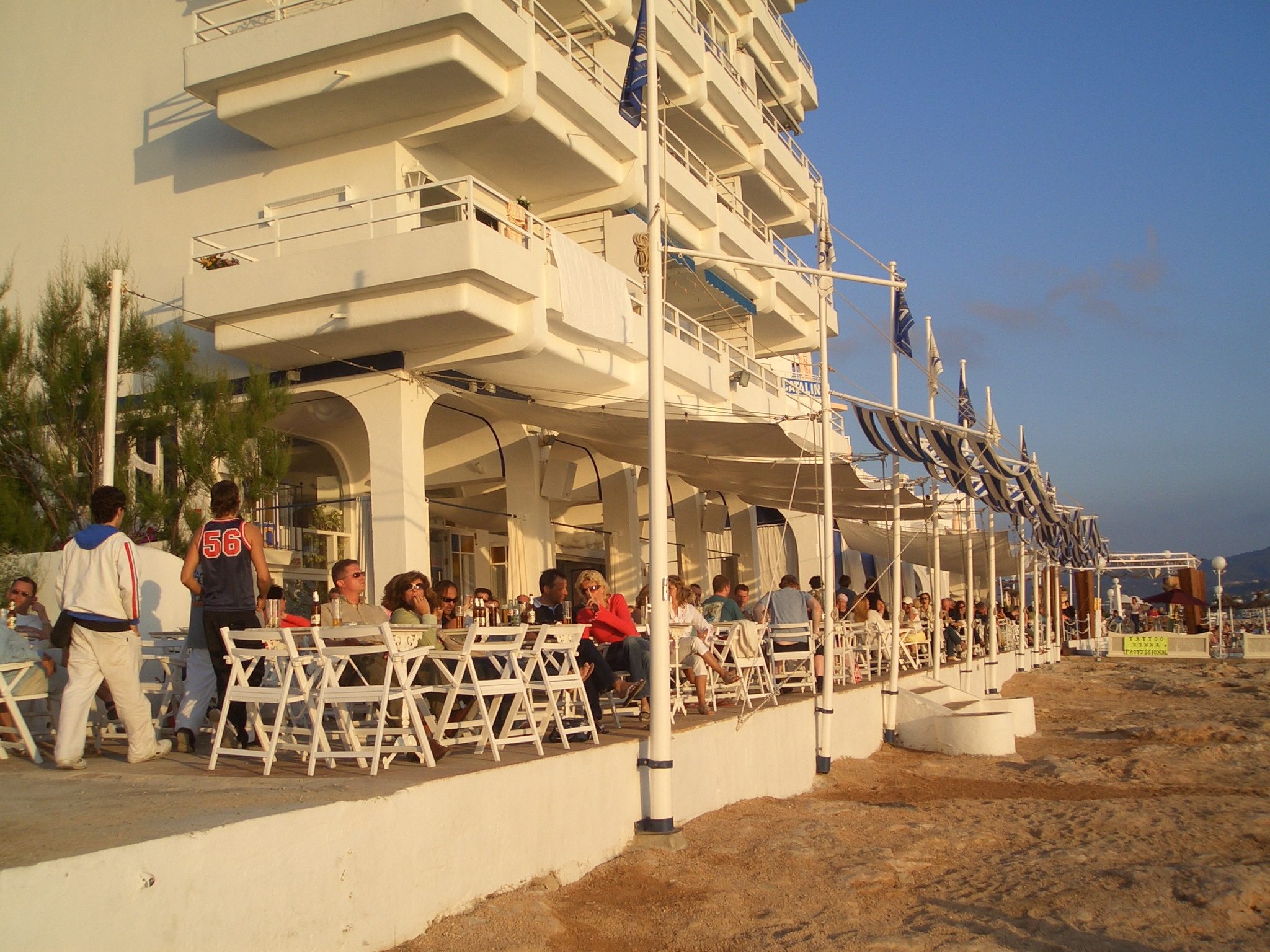
Café del Mar en 2005

Atardecer en Café del Mar

El Café del Mar es un bar de Ibiza, situado junto a la playa de San Antonio, famoso por la selección de música que reproduce al atardecer.
Construido sobre una idea del zaragozano Ramón Guiral Broto, Carlos Andrea y José Les, y diseñado por el arquitecto Lluis Güell, se inauguró el 20 de junio de 1980. El local explotó comercialmente una idea sencilla: disfrutar de los atardeceres de la bahía de Caló Des Moro mientras se escucha buena música y se toma una copa.
Desde 1994 el Café Del Mar ha editado cada año álbumes chill out, lounge, ambient, chill house y balearic beats con su selección musical que refleja el ambiente ibicenco. Comenzaron bajo el sello inglés React Music y la distribución de Vital, pero en 1997 se pasaron al londinense Mercury Records. En 1999 registraron Café Del Mar Music y partieron de ese sello las nuevas compilaciones Chill House con la distribución de New Records, quedando los volúmenes bajo Mercury Records y distribución de New Records hasta el octavo volumen, estando, a partir del noveno y la compilación Dreams, bajo el sello Café Del Mar Music que posteriormente tomaría la distribución de los recopilatorios y objetos de merchandising a través de Ibiza Music & Clothes.
En 2002 se publicó Café Del Mar 20 Aniversario, con dos CD: una selección realizada por Ramón G. Broto de los éxitos de los 20 años de vida del café, y otro de Bruno (DJ Resident), con música del nuevo milenio. También publicó Café Del Mar - Classic, obras clásicas adaptadas al sonido Café Del Mar.
En el verano de 2004 el Café Del Mar abrió locales en Altea y Lanzarote, a los que siguieron otros, y (según datos publicados en el 2005) en esa fecha más de 4 millones de personas habían visto desde Café Del Mar la puesta de sol, y se habían vendido en todo el mundo más de 9 millones de sus 25 CD y más de un millón de unidades de ropa. Para celebrar el evento, se publicó Café Del Mar 25 Aniversario, un CD triple con temas inéditos y un segundo álbum Café Del Mar - Classic.
El 13 de julio de 2007, el jurado de la Escuela Universitaria de Turismo del Consejo Insular de Ibiza otorgó los Premios Escuela de Turismo como reconocimiento a la labor que realizan los profesionales de las empresas por el turismo ibicenco. La organización concedió uno de ellos al Café Del Mar por su "creatividad e innovación".
En mayo de 2017 Café del Mar inaugura su beach club más grande del mundo en Barcelona, llamado Café del Mar Club Barcelona. Emplazado en el Port Fórum de San Adrián de Besós, cuenta con una superficie total de 4000 m2 distribuidos en 4 plantas que incluyen una zona pool, un club, un restaurante así como una coctelería de autor y dispone de servicios premium amenizados con la mejor música chill out.
José Padilla fue DJ y responsable artístico de la mayoría de discos de la serie Café Del Mar.
Actualmente, Café Del Mar tiene un programa de radio en la emisora Europa FM con el contenido de Chill Out que se emite los viernes y sábados, entre las 3 y las 6 de la madrugada.